# Mobley's 2nd Message
Mobley's 2nd Message è un album di Hank Mobley, pubblicato dalla Prestige Records nel 1957. Il disco fu registrato il 27 luglio del 1956 al Rudy Van Gelder Studio di Hackensack, New Jersey (Stati Uniti).

## Tracce
Lato A
1. These Are the Things I Love – 6:37 (Harold Barlow, Lewis Harris, Pëtr Il'ič Čajkovskij)
2. Message from the Border – 6:03 (Hank Mobley)
3. Xlento – 5:36 (Hank Mobley)

Lato B
1. The Latest – 5:48 (Hank Mobley)
2. I Should Care – 10:01 (Sammy Cahn, Axel Stordahl, Paul Weston)
3. Crazeology (aka Little Benny) – 6:56 (Bud Powell)

## Musicisti
- Hank Mobley - sassofono tenore
- Kenny Dorham - tromba (tranne nel brano: A1)[2]
- Walter Bishop Jr. - pianoforte
- Doug Watkins - contrabbasso
- Art Taylor - batteria